# Tüskés rigótimália
A tüskés rigótimália (Turdoides nipalensis) a madarak osztályának verébalakúak (Passeriformes) rendjébe és a Leiothrichidae családjába tartozó faj.

## Rendszerezése
A fajt Brian Houghton Hodgson angol természettudós írta le 1836-ban, a Timalia nembe Timalia nipalensis néven. Egyes szervezetek az Acanthoptila nembe sorolják Acanthoptila nipalensis néven.

## Előfordulása
Dél-Ázsiában, Nepál területén honos. A természetes élőhelye a szubtrópusi vagy trópusi nedves magaslati cserjések. Állandó, nem vonuló faj.

## Megjelenése
Testhossza 22–26 centiméter, testtömege 58–64 gramm.

## Életmódja
Főleg rovarokkal, gyümölcsökkel és vetőmagvakkal táplálkozik.